# Ōme
Ōme (青梅市, Ōme-shi) és una ciutat i municipi del Tòquio occidental, a la metròpolis de Tòquio, a la regió de Kanto, Japó.

## Geografia
La ciutat d'Ôme es troba localitzada a les muntanyes d'Okutama, a la zona més occidental de Tòquio, limitant amb la prefectura de Saitama al nord. El riu Tama passa pel municipi. El terme municipal d'Ôme limita amb els de Hannō, Saitama, al nord i Iruma a l'est, també a Saitama. Dins de Tòquio limita amb Hinode al sud, amb Hamura al sud-oest, amb Okutama a l'oest i amb Akiruno al sud.

## Història
L'àrea que actualment ocupa el municipi d'Ôme va formar part de la província de Musashi fins a la fi del període Tokugawa. Ôme va desenvolupar-se al període Tokugawa com una posta a l'Ōme Kaidō o "cami d'Ôme". Durant la reforma del cadastre posterior a la restauració Meiji, el 22 de juliol de 1878 la zona passà a formar part del districte de Nishitama, aleshores part de la prefectura de Kanagawa. La vila d'Ôme va ser fundada l'1 d'abril de 1889 amb l'entrada en vigor de la nova i actual llei de municipis. Poc temps després, l'1 d'abril de 1893 el districte de Nishitama va passar sota control de l'antiga prefectura de Tòquio. Ôme fou elevada a la categoria actual de ciutat l'1 d'abril de 1951, després de fusionar-se amb els pobles veïns de Kasumi i Chôfu. Poc després, el 1955, quatre pobles més es van fusionar: Yoshida, Mita, Kosoki i Nariki.

## Política i govern

### Alcaldes
- Kinai Nakamura (1951-1955)
- Yonekichi Enokido (1955-1963)
- Eizō Enomoto (1963-1967)
- Yōzō Ishikawa (1967-1975)
- Masao Yamazaki (1975-1987)
- Eikichi Tanabe (1987-1999)
- Toshio Takeuchi (1999-2015)
- Keiichi Hamanaka (2015-present)

## Demografia
| 1920    | 1930    | 1940    | 1950    | 1960   | 1970   | 1980   |
| ------- | ------- | ------- | ------- | ------ | ------ | ------ |
| 33.097  | 37.422  | 39.231  | 53.166  | 56.896 | 70.954 | 98.990 |
| 1990    | 2000    | 2010    | 2020    | 2030   | 2040   | 2050   |
| 125.960 | 141.394 | 139.232 | 132.832 | -      | -      | -      |

## Transport

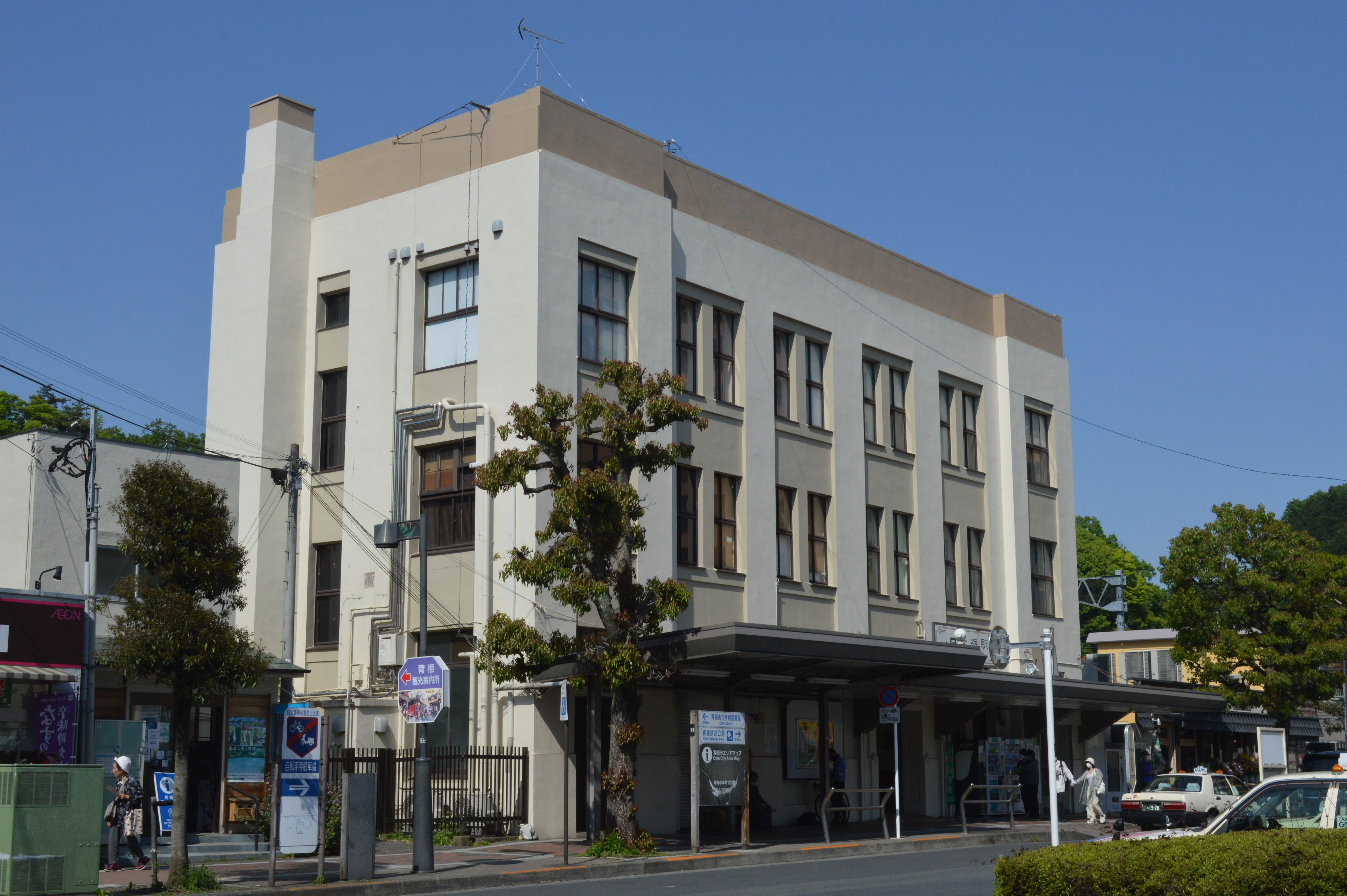
Estació d'Ôme

### Ferrocarril
- Companyia de Ferrocarrils del Japó Oriental (JR East)
  - Kabe - Higashi-Ōme - Ōme - Miyanohira - Hinatawada - Ishigamimae - Futamatao - Ikusabata - Sawai - Mitake
- Ferrocarril Mitake Tozan

### Carretera
- Autopista Central
- Nacional 411
- Carreteres prefecturals de Saitama i Tòquio.

## Agermanaments
- Boppard, Renània-Palatinat, Alemanya. (24 de setembre de 1965)
- Tokoname, prefectura d'Aichi, Japó. (27 de març de 1997)
- Suginami, Tòquio, Japó. (21 de maig de 2009)
- Minami-Sōma, prefectura de Fukushima, Japó. (2013)
- Hannō, prefectura de Saitama, Japó. (1 d'octubre de 2014)
- Iruma, prefectura de Saitama, Japó. (1 d'octubre de 2015)